# Dubbele agenda
Een persoon of collectief met een dubbele agenda heeft nog een andere bedoeling dan de kenbaar gemaakte doelstelling. 

## Vergadering en ruimer gebruik
Deze uitdrukking is ontleend aan de techniek van het vergaderen, waar immers een agenda beregelt welke punten er besproken zullen worden. Behalve op vergaderingen wordt hij echter ook toegepast op andere vormen van overleg, op onderhandelingen en op situaties die met een vergadering geen rechtstreeks verband houden. Zo kan van een politicus worden gezegd dat hij er een dubbele agenda op nahoudt: zijn stellingname heeft in dat geval meerdere bedoelingen, niet alle uitgesproken.
De dubbele agenda kan aan alle partijen bekend zijn. Men wil echter niet voor zijn eigenlijke bedoelingen uitkomen, hetzij uit prestigeoverwegingen, hetzij omdat een probleem onoplosbaar lijkt. De dubbele agenda fungeert dan als ontsnapping.
De dubbele agenda kan ook aan een van de deelnemers onbekend zijn. Als de ene partij niet bevroedt wat de andere werkelijk in de zin heeft, gebruikt die laatste de dubbele agenda als truc. We spreken dan ook wel van "verborgen agenda". 
In beide gevallen echter staat de eigenlijke doelstelling niet op papier; als expliciet agendapunt treft men haar niet aan.

## Dubbele agenda als ontsnapping
Bij een dubbele agenda kan de onuitgesproken bedoeling aan alle overlegpartijen duidelijk zijn. In sommige gevallen delen die partijen zelfs de dubbele agenda. Dit gebeurt met name bij onderhandelingen waarvan geen groot resultaat valt te verwachten. Het kan tot voordeel hebben dat men overeenstemming bereikt over een punt dat van ondergeschikt belang is; dat punt staat echter op de agenda en door de overeenstemming kunnen beide partijen hun achterban een succes melden. Het werkelijke, veel lastiger geschilpunt wordt dan gemeden; de dubbele agenda bestaat hierin dat men als hoofddoel heeft: het vermijden van een mislukking. Ook aan de achterban kan die dubbele agenda bekend zijn, maar zolang er niet hardop over wordt gesproken, is dat vaak geen probleem: de schijn wordt opgehouden.
- Twee soevereine staten hebben een geschil over een grensgebied, waarop beiden aanspraak maken. De diplomatieke relaties zijn opgeschort. Een rondetafelconferentie, waaraan ook naburige landen deelnemen, besluit nu echter dat er opnieuw volledige betrekkingen worden aangeknoopt, en dat het omstreden terrein mandaatgebied van alle deelnemende landen wordt.
Ogenschijnlijk is er succes geboekt, maar een werkelijke oplossing is niet bereikt, en eigenlijk had ook niemand dat verwacht. De ware bedoeling (dubbele agenda) van de bespreking was: een oplossing presenteren, gezichtsverlies voorkomen.

## Dubbele agenda als truc
Wanneer echter niet aan alle deelnemende partijen bekend is dat er een dubbele agenda bestaat, dan wordt ook gesproken van een verborgen agenda. De ene partij probeert iets te bereiken dat de andere partij argeloos opgeeft; zij dacht dat het om iets anders ging. De verborgen agenda is een truc.
- Twee soevereine staten hebben een geschil over een grensgebied, waarop beiden aanspraak maken. De diplomatieke relaties zijn opgeschort. Een rondetafelconferentie besluit nu echter dat er opnieuw volledige betrekkingen worden aangeknoopt, en dat het grootste van beide landen het gebied toegewezen krijgt tegen een overeengekomen schadeloosstelling aan het kleinste. Pas nadat de overeenkomst is bekrachtigd, blijkt dat geologen van het grootste land in het overgenomen gebied olie hebben aangetroffen.

## Tegenstrijdige dubbele agenda
Het kan ook zijn dat de openlijke stellingname tegenstrijdig is met de werkelijke opvattingen van de persoon, instantie of politieke partij.
- Een politieke partij zegt de rechten van een minderheidsgroep te willen beschermen. Om die groep te beveiligen, moet zijn bewegingsvrijheid worden beperkt. Leden van de groep kunnen zich nog wel buiten de gestelde grenzen of beperkingen begeven, maar dan alleen onder begeleiding van een ander, iemand uit een niet "beschermde" groep. De doelstelling is in dit voorbeeld officieel bescherming, maar de dubbele agenda is er in werkelijkheid op gericht, rechten en vrijheden te beperken.